# دی‌تیوکربامات پیرولیدین
دی تیوکربنات پیرولیدین (به انگلیسی: Pyrrolidine dithiocarbamate) یک ترکیب شیمیایی با شناسه پاب‌کم ۶۵۳۵۱ است. 